# محمد يوسف (لاعب كرة قدم إندونيسي)
محمد يوسف (بالإندونيسية: Muhammad Yusuf)‏ (22 يونيو 1986 بإندونيسيا - ) هو لاعب كرة قدم إندونيسي في مركز الوسط. لعب مع Persik Kediri ‏ وDeltras F.C. ‏ وPSIS Semarang ‏.

## وصلات خارجية
- محمد يوسف على موقع قاعدة بيانات كرة القدم.إي يو (الإنجليزية)
- محمد يوسف على موقع Soccerway.com (الإنجليزية)